# قلعة جونقان
قلعة جونقان هي قلعة تاريخية تعود إلى عصر القاجاريون، وتقع في جونقان.